# Chiappino Vitelli
Giovanni Luigi Vitelli (Cittá di Castello, 1519 - Zierikzee, 1575), llamado Chiappino Vitelli o Chapín Vitelo, marqués de Cetona, fue un noble y diplomático italiano, vasallo del Gran Ducado de Toscana y más tarde maestre de campo de la Monarquía Hispánica. Por sus logros marciales y estratégicos, se le tuvo por uno de los mejores militares de la Italia de su época.

## Biografía
Fue hijo del renombrado condotiero Niccolò Vitelli, al que vengó en 1542, junto con su hermano Paolo, de su asesinato a manos de Niccolò Bracciolini. Para entonces Giovanni Luigi servía como guardia personal para el duque de la República de Florencia, Cosme I de Médici. Ambos eran de la misma edad y forjaron una gran amistad debido a su común interés por las armas y la guerra. Fue durante sus entrenamientos que Giovanni recibió el apodo de "Chiappino" ("osezno") por su enorme fuerza y estatura.

### Guerras Italianas
Su carrera militar resaltó durante la guerra italiana de 1542-1546, cuando el duque de Florencia, afín al emperador Carlos I de España y V de Alemania, envió a Vitelli contra los franceses y turcos liderados por Jeireddín Barbarroja en 1544. No pudiendo impedir que los franco-turcos tomaran Talamona y Porto Ercole, Vitelli, ayudado de Stefano Colonna y de las tropas españolas locales, les repelió en Orbetello, venciendo al mercenario a sueldo de los franceses Leone Strozzi. Posteriormente ayudó al virrey de Nápoles Pedro de Toledo a sofocar una revuelta. Durante toda esta época, Vitelli recibió fama como capitán e ingeniero militar. En 1550 sirvió con el almirante genovés Andrea Doria contra el turco Turgut Reis, capitaneando un contingente toscano durante la toma de Mahdía.
En 1553, la guerra contra los franceses estaba de vuelta, y Vitelli fue enviado a Córcega, dominio de Génova, para contrarrestar una rebelión francófila. Falló en capturar Furiani, pero tras recibir refuerzos de Carlotto Orsini, tomaron San Fiorenzo a pesar de los esfuerzos de Sampiero Corso. No pudo continuar allí, empero, ya que Florencia se vio amenazada al año próximo por la República de Siena, una nueva aliada de Francia. Asignado al ejército de Gian Giacomo Medici, tomó en una serie de operaciones exitosas, incluyendo la batalla de Marciano, donde los sieneses y franceses liderados por Piero Strozzi fueron derrotados. Durante los meses siguientes, Vitelli conquistó ciudad tras ciudad desde San Quirico d'Orcia hasta Scarlino, y en aagosto de 1555, ya rendida Siena, ayudó a Gabriel Cerbellón a defender Piombino de un ataque jenízaro. En una escaramuza en Populonia acabó con 400 otomanos al frente de tan sólo 60 de sus hombres.
Tras conquistar Pienza, Vitelli enfermó de malaria y se vio obligado a regresar a Florencia. La situación se volvió difícil debido a la influencia francófila del nuevo Papa Paulo IV, seguida de un fracaso a la hora de tomar Radicofani junto con Leonida Malatesta, por lo que en 1556 Vitelli se retiró temporalmente para reforzar las defensas del ahora conocido como Gran Ducado de Toscana, con el que Cosme I había fagocitado Siena. El nuevo rey de España tras la abdicación de Carlos I, Felipe II, tentó a Vitelli con volver a la lucha, pero la perspectiva de combatir contra el Papa no le agradaba. Ante el avance francés, sin embargo, terminó por unir fuerzas con España al año siguiente en Porto Ercole, uno de los presidios de Toscana, tras lo que tomó Castiglione della Pescaia e Isla del Giglio. A la muerte de Leonor de Austria, hermana de Carlos I, Cosme envió a Chiappino como embajador para presentar sus condolencias en la corte española.
Meses después de Leonor moría el propio emperador, y Vitelli volvió a servir de diplomático con una visita a la corte de Felipe II en Bruselas, buscando asegurar las atribuciones toscanas sobre el antiguo territorio sienés. Con la Paz de Cateau-Cambrésis en 1559, Felipe lo ratificó y además le cedió Montalcino, que los franceses se resistían a entregar alegando pagas atrasadas, hasta que fueron desalojados por Vitelli con una mezcla de sobornos y amenazas. El veterano toscano se ocupó los años venideros de asuntos políticos para Cosme I, recibiendo por sus servicios la Orden Militar de San Esteban en 1562.

### Batallas contra el turco
En 1564, Cosme I se retiró de la vida activa y cedió la regencia a su hijo Francisco I de Médici, por lo que Vitelli, desplazado por el cambio de guardia que trajo la sucesión, se unió a tiempo completo a los ejércitos de Felipe II. Primeramente militó en el Mediterráneo, participando en la conquista del Peñón de Vélez de la Gomera por García de Toledo y en el rediseño de sus fortificaciones, volviéndolas más robustas que las anteriormente erigidas por Pedro Navarro. Felipe II quiso concederle un gran cargo en la guerra de África, pero Vitelli lo declinó. Sí se alistó más tarde en la flota de socorro del Gran Sitio de Malta contra las tropas turcas. Aunque Vitelli y García tuvieron roces en su transcurso, la unidad prevaleció, y él y 800 soldados lograron un enorme asalto en la torre Falca en el que el otomano Uluj Alí estuvo cerca de ser abatido.

### Guerra de Flandes
En 1567, tras unirse a los tercios en Lombardía, Vitelli formó parte del círculo interno de Fernando Álvarez de Toledo, Duque de Alba, en su despliegue en la revuelta holandesa. El éxito de Vitelli en encuentros contra los rebeldes y en todo trabajo de ingeniería militar le granjeó el favor del duque, aunque no sin desacuerdos. Fue enviado como diplomático a la Inglaterra de Isabel I con el fin de negociar la liberación de un grupo de barcos españoles, y fracasada esta misión, volvió a España, donde trató de que se le diera el mandato de una misión contra los ingleses que finalmente se dio a Fadrique Álvarez de Toledo, hijo del duque. Decepcionado con los acontecimientos, pidió y obtuvo permiso para volver a Florencia en 1570.
Vitelli volvía a ponerse al mando del Duque de Alba en 1572, venciendo ese mismo año a un ejército rebelde capitaneado por Jean de Hangest. El protestante francés Gaspar de Coligny quedó tan impresionado con Vitelli que trató de comprar sus servicios, sin éxito. El toscano participó en el triunfo del asedio de Mons, aunque en su transcurso fue herido de un disparo de arcabuz en la pierna, de tal manera que se hizo llevar en unas parihuelas para comandar personalmente la defensa de las posiciones españolas. También tuvo parte en el asedio de Haarlem, en el que logró que los soldados, hambrientos de pagas atrasadas, no saqueasen la ciudad, aunque mostró su desaprobación cuando Fadrique ordenó pasar por las armas a la guarnición sediciosa. En 1573, Chiappino obtuvo varias victorias contra los mendigos del mar, llegando a acercarse a las islas de Zelanda. El año siguiente Luis de Requesens sustituyó al Duque de Alba, y Vitelli continuó desempeñándose con eficacia.
Con los años Vitelli había perdido su físico musculoso y ganado una enorme obesidad, hasta tal punto que se veía obligado a fajarse el abdomen con un arnés para poder caminar. Su salud se resintió durante su último período en Flandes, ya que trató de adelgazar ingiriendo grandes cantidades de vinagre, resultando en un profundo deterioro y una flacidez comparable. En sus últimos días tenía que ser transportado en una litera, y murió poco después de caer desde ésta a un canal, sospechándose que había sido despeñado a propósito por sus porteadores a causa de envidias y rencillas.